# Derek Moore
Derek William Moore (Sydney, 21 febbraio 1975) è un ex cestista australiano.

## Carriera

### Club
All'età di vent'anni entra nella University of South Carolina Aiken, rimanendo quattro anni in NCAA Division II.
Nel 1999 torna in Australia, ai Sydney Kings, dove al termine della prima stagione viene eletto miglior debuttante del campionato. Qui resta in tutto tre anni, per poi volare in Italia per militare in Legadue con la canotta dei Crabs Rimini, anche in virtù del suo passaporto britannico che gli permette di giocare da comunitario.
Moore ha poi una parentesi in Francia all'Évreux, quindi continua la sua carriera in Oceania alternando squadre australiane (come Adelaide 36ers e Townsville Crocodiles) ad altre neozelandesi (quali Wellington Saints e Hawke's Bay Hawks).
La stagione 2005-06 la trascorre invece nella massima serie turca, con l'ingaggio da parte del Banvit.

### Nazionale
Con la nazionale australiana Moore ha disputato i Goodwill Games e gli East Asian Games, entrambi nel 2001.